# Galatasaray Spor Kulübü
El Galatasaray Spor Kulübü, también conocido simplemente como Galatasaray, es un club deportivo que fue fundado el 1 de octubre de 1905 por Ali Sami Yen y otros estudiantes de la prestigiosa escuela Galatasaray Lisesi, de la ciudad de Estambul. Su equipo de fútbol ha sido ganador de la Copa UEFA y Súper Copa.
La primera rama en fundarse fue el atletismo, en 1868, junto con otras como el ciclismo, lucha libre y boxeo, aunque estas tres últimas desaparecieron, y dieron paso al fútbol, rama que se instauró en 1905. Desde ese año hasta ahora hay en total 14 secciones deportivas conocidas, donde están las siguientes disciplinas: atletismo y natación (practicadas desde 1868 y 1873, respectivamente pero incorporadas a la sociedad desde 1908), fútbol (1905), vela y waterpolo (1910), baloncesto (1911), vóleibol (1922), balonmano (1926), equitación (1931), yudo (1984), bridge (1997), baloncesto en silla de ruedas (2005) y automovilismo (participando en la Superleague Fórmula desde 2008).

## Sección de fútbol
La sección deportiva del Galatasaray que es muy conocida es la de fútbol, donde es una de las más exitosas a nivel local, ganando 25 ligas, 19 copas y 17 supercopas. Además, ha ganado en una ocasión la Copa de la UEFA y la Supercopa de Europa, ambas en el año 2000.

### Palmarés fútbol

#### Torneos nacionales
- Liga de Turquía (25): 1962; 1963; 1969; 1971; 1972; 1973; 1987; 1988; 1993; 1994; 1997; 1998; 1999; 2000; 2002; 2006; 2008; 2012; 2013; 2015, 2018, 2019, 2023, 2024, 2025
- Copa de Turquía (19): 1963, 1964, 1965, 1966, 1973, 1976, 1982, 1985, 1991, 1993, 1996, 1999, 2000, 2005, 2014, 2015, 2016, 2019, 2025
- Supercopa de Turquía (17): 1966, 1969, 1972, 1982, 1987, 1988, 1991, 1993, 1996, 1997, 2008; 2012; 2013, 2015, 2016, 2019, 2023.

#### Torneos internacionales
- 1 Copa de la UEFA: 2000
- 1 Supercopa de Europa: 2000
- 1 Copa del Milenio por la FIFA: 2000 (récord)

## Sección de fútbol femenino
El Galatasaray Petrol Ofsi es la sección femenina de la entidad polideportiva, en 2024 se convirtió en el primer equipo femenino de Turquía en participar en la Liga de campeones femenina de la UEFA

### Palmarés fútbol
Liga de Turquía (1): 2024

## Sección de baloncesto
La rama de baloncesto es otra de las que a nivel local ha logrado algunos éxitos, como 16 ligas, 3 copas, además de haber logrado 1 título internacional, la Eurocup en 2016.
La sección femenina también es la más exitosa a nivel nacional, con 13 ligas.

### Palmarés baloncesto

#### Equipo masculino
- Liga de Turquía (16): 1947, 1948, 1949, 1950, 1953, 1955, 1956, 1960, 1963, 1964, 1966, 1968–69, 1984–85, 1985–86, 1989–90, 2012–13
- Copa de Turquía (3): 1970; 1972; 1995

#### Equipo femenino
- Euroliga (1): 2014
- Eurocopa FIBA (2): 2009, 2018
- Liga de Turquía (13): 1988, 1990, 1991, 1992, 1993, 1994, 1995, 1996, 1997, 1998, 2000, 2014, 2015.
- Copa de Turquía (11): 1993, 1994, 1995, 1996, 1997, 1998, 2010, 2011, 2012, 2013, 2014

#### Equipo baloncesto de silla de ruedas
- Liga (7): 2007, 2008, 2009, 2010, 2011, 2012; 2013
- Copa de Campeones de la IWBF (5): 2008, 2009, 2011, 2013, 2014

## Otras secciones deportivas
Aparte del fútbol y baloncesto, el Galatasaray cuenta con otras secciones deportivas en las que es considerado un equipo importante a nivel nacional. Posee entre el waterpolo, natación, remo, vela y voleibol suman más de cien títulos.

### Palmarés waterpolo
- Liga masculina de waterpolo (23): 1955, 1957, 1973, 1975, 1977, 1991, 1993, 1994, 1995, 1996, 1997, 1999, 2000, 2001, 2003, 2005, 2006, 2007, 2008, 2009, 2010, 2011, 2012

- Liga femenina de waterpolo (1): 2012

### Palmarés natación
- Campeonato de Verano de Turquía (20): 1980, 1981, 1982, 1983, 1985, 1986, 1987, 1988, 1989, 1991, 1992, 1993, 1994, 1995, 1996, 2001, 2002, 2006, 2011, 2012
- Campeonato de Invierno de Turquía (9): 1991, 1992, 1993, 1994, 1995, 1997, 2002, 2003, 2011

### Palmarés remo
- Campeonato turco de remo (24): 1952, 1953, 1955, 1956, 1957, 1958, 1959, 1966, 1967, 1971, 1972, 1973, 1974, 1975, 1987, 1988, 1989, 1992, 1994, 2000, 2007, 2009, 2010, 2012.
- Copa turca de remo (8): 1987, 1988, 1989, 1992, 1993, 1994, 2004, 2010.

### Palmarés vela
- Clase Finn (1): 1998
- Clase Laser Radial (2): 1998, 1999, 2001
- Campeonato Europeo de Vela (1): 2000
- Clase Laser Standart (1): 1999
- Clase Olímpica Mistral (5): 1998, 1999, 2000, 2001, 2002
- Clase 1 M (1): 2001

### Palmarés voleibol
- Campeonato femenino de voleibol (5): 1961, 1962, 1963, 1964, 1966
- Campeonato masculino de voleibol (4): 1971, 1987, 1988, 1989